# Juni 2012
Dit artikel geeft een chronologisch overzicht van belangrijke gebeurtenissen per dag in de maand juni van het jaar 2012.

## Gebeurtenissen

### 2 juni
- In de Ghanese hoofdstad Accra schuift een vrachtvliegtuig van de Nigeriaanse maatschappij Allied Air van de landingsbaan. Het toestel doorboort de luchthavenafsluiting en raakt onder andere een minibus. 12 mensen komen om het leven.
- De Egyptische ex-president Hosni Moebarak wordt door de rechtbank van Caïro veroordeeld tot een levenslange gevangenisstraf.

### 6 juni
- Tweede en laatste Venusovergang in de 21e eeuw. De vorige was in 2004 en de volgende overgangen worden verwacht in 2117 en 2125.

### 7 juni
- In België wordt spoorlijn 25N officieel geopend door koning Albert. De spoorlijn zorgt voor een aanzienlijke verkorting van de reistijden tussen Antwerpen, Brussel en Brussels Airport.

### 8 juni-1 juli
- Het EK voetbal vindt plaats in Polen en Oekraïne.

### 10 junien17 juni
- Verkiezingen voor de Nationale Vergadering in Frankrijk.

### 11 juni
- Maria Sjarapova en Rafael Nadal winnen het tennisenkelspel bij respectievelijk de dames en de heren op Roland Garros.

### 14 juni
- In Egypte verklaart het Hooggerechtshof de verkiezingen voor het parlement van 2011 ongeldig en roept op tot ontbinding van het parlement. Tegenstanders spreken van een militaire staatsgreep.

### 17 juni
- In de tweede ronde van de Franse parlementsverkiezingen haalt de Parti Socialiste een absolute meerderheid met 300 zetels op de 577. Dit geeft de huidige president François Hollande de mogelijkheid zijn programma compromisloos uit te voeren.
- In Griekenland worden voor de tweede maal dit jaar parlementsverkiezingen gehouden. De conservatieve en Europees-gezinde Nea Dimokratia wint ditmaal met zo'n 30% van de stemmen, voor de links-radicale partij SYRIZA met een kleine 27%. Daardoor wordt de kans op een uittreding van Griekenland uit de euro (grexit) weer kleiner.

### 22 juni
- Een vliegtuig van de Turkse luchtmacht wordt door Syrië neergehaald boven internationale wateren.

### 24 juni
- Mohamed Morsi wint de presidentsverkiezingen in Egypte. Hij wordt uitgeroepen tot de nieuwe president van Egypte, als opvolger van de afgezette Hosni Moebarak. Wikinieuws

### 27 juni
- Bert van Marwijk dient zijn ontslag in als bondscoach van het Nederlands voetbalelftal. Wikinieuws

### 28 juni
- Het Amerikaanse Hooggerechtshof bepaalt dat de verplichte ziektekostenverzekering niet tegen de grondwet is. Hiermee blijft het belangrijkste aspect van Obama's gezondheidszorghervorming van kracht.

### 30 juni
- Start van de 99e editie van de Ronde van Frankrijk

## Overleden
<< · januari · februari · maart · april · mei · juni · juli · augustus · september · oktober · november · december · >>